# John Lee Archer
John Lee Archer , född 26 april 1791 i Chatham, Kent, England, död december 1852 i Stanley, Tasmanien var irländsk civilingenjör och arkitekt och verkade i den engelska kolonin Van Diemens land  mellan åren 1827 och 1838. Archer var ansvarig för alla offentliga byggnader under dessa år inklusive parlamentet i Hobart, flera kyrkor och fängelser.

## Biografi
John Lee Archer var enda son till John Archer, ingenjör i Dublin , Irland och Charlotte Lee från Kent, England. Efter skolan praktiserade Archer på ett arkitektkontor i London. Från 1812 arbetade han i tre år för arkitekt John Rennie som ritade Waterloo Bridge och Southwark Bridge över Themsen. 1815 återvände Archer till Irland och arbetade som arkitekt och ingenjör med bland annat Royal Canal mellan Dublin och Cloondara vid floden Shannon som rinner ut i Irländska sjön. I december 1826 fick han en tjänst som statlig civilingenjör i Van Diemen’s land. Han anlände till Hobart Town i augusti 1827 och tjänstgjorde som civilingenjör och arkitekt i elva år. Den 3  september 1833 gifte han sig med Sophia Mattison från Hobart och de byggde sitt hem i New Town.

## Kända byggnader
I slutet av 1700-talet upprättade England en militärbas och ett fängelse på Tasmanien och skickade dit straffångar. 1838 fanns det cirka 10 000 straffångar och straffanstalter byggdes över hela ön. 
- 1829 fick Archer i uppdrag att rita en tillbyggnad med ett kapell till en anstalt utanför Hobart Town.[2]

- Tullkammaren vid stranden i Hobart. De flesta byggnadsarbetarna var straffångar och tullkammaren blev klar 1838. Regionparlamentet inrymdes i huset.[2]

- Anglesea Barracks byggdes för Australiens försvarsstyrkor 1831-1834.[2]

- St John’s anglikanska kyrka i New Town, byggdes 1835-1838.

- Rossbron över Macquariefloden blev klar 1836.[1]

- Cape Bruny Fyren på Tasmaniens sydligaste udde byggdes 1835-1838.

## Galleri

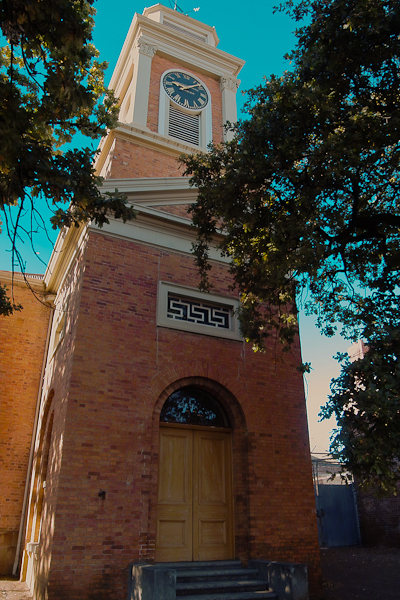
Chapel Pen
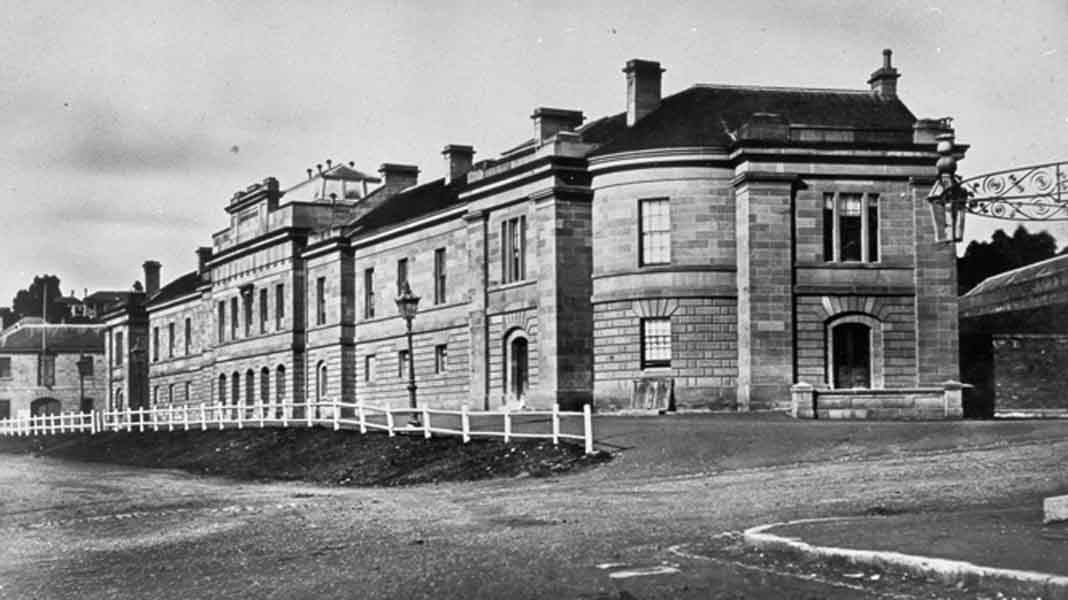
Parliament i Tasmanian 1869
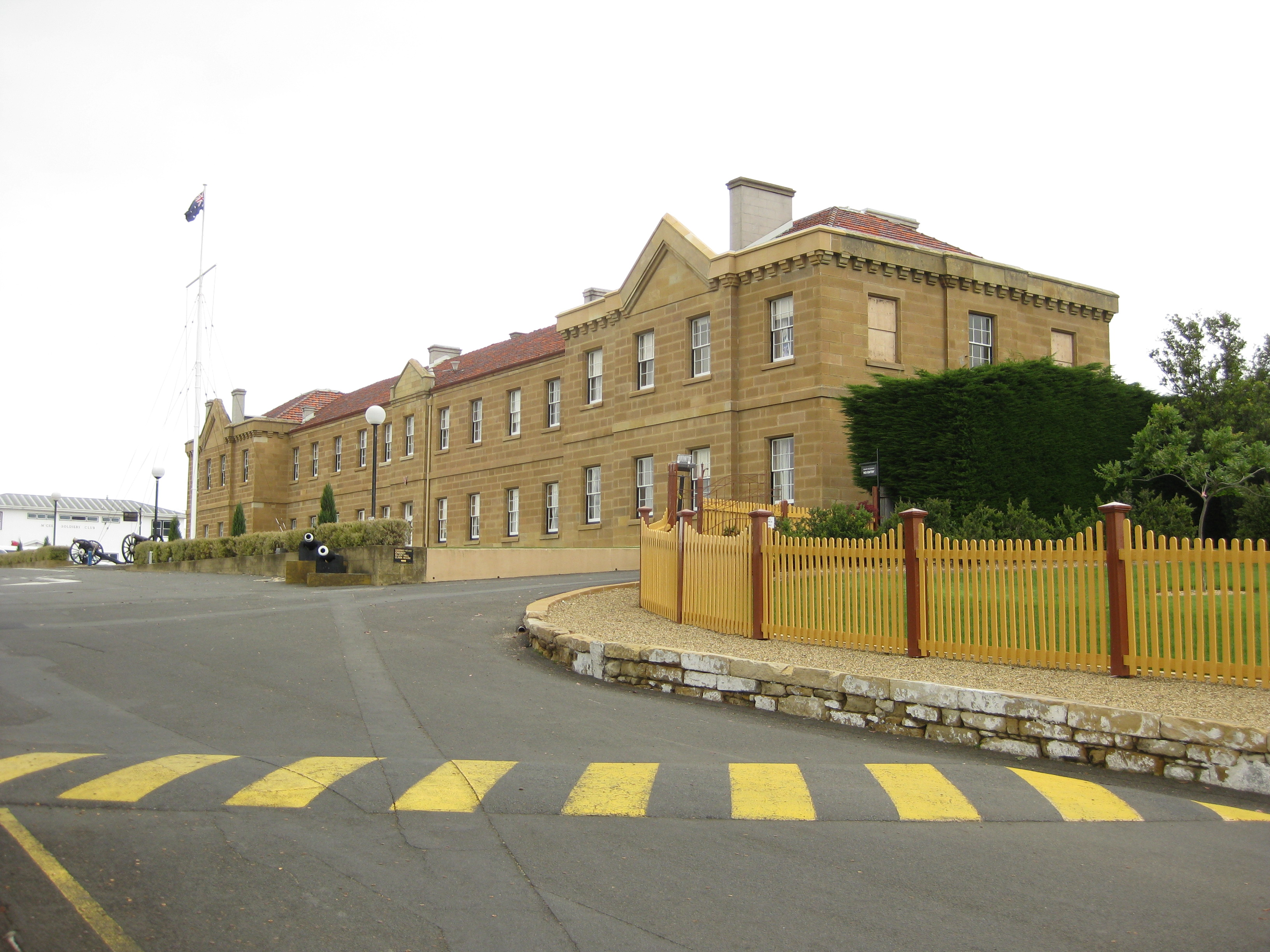
Soldiers Barracks Anglesea Barracks
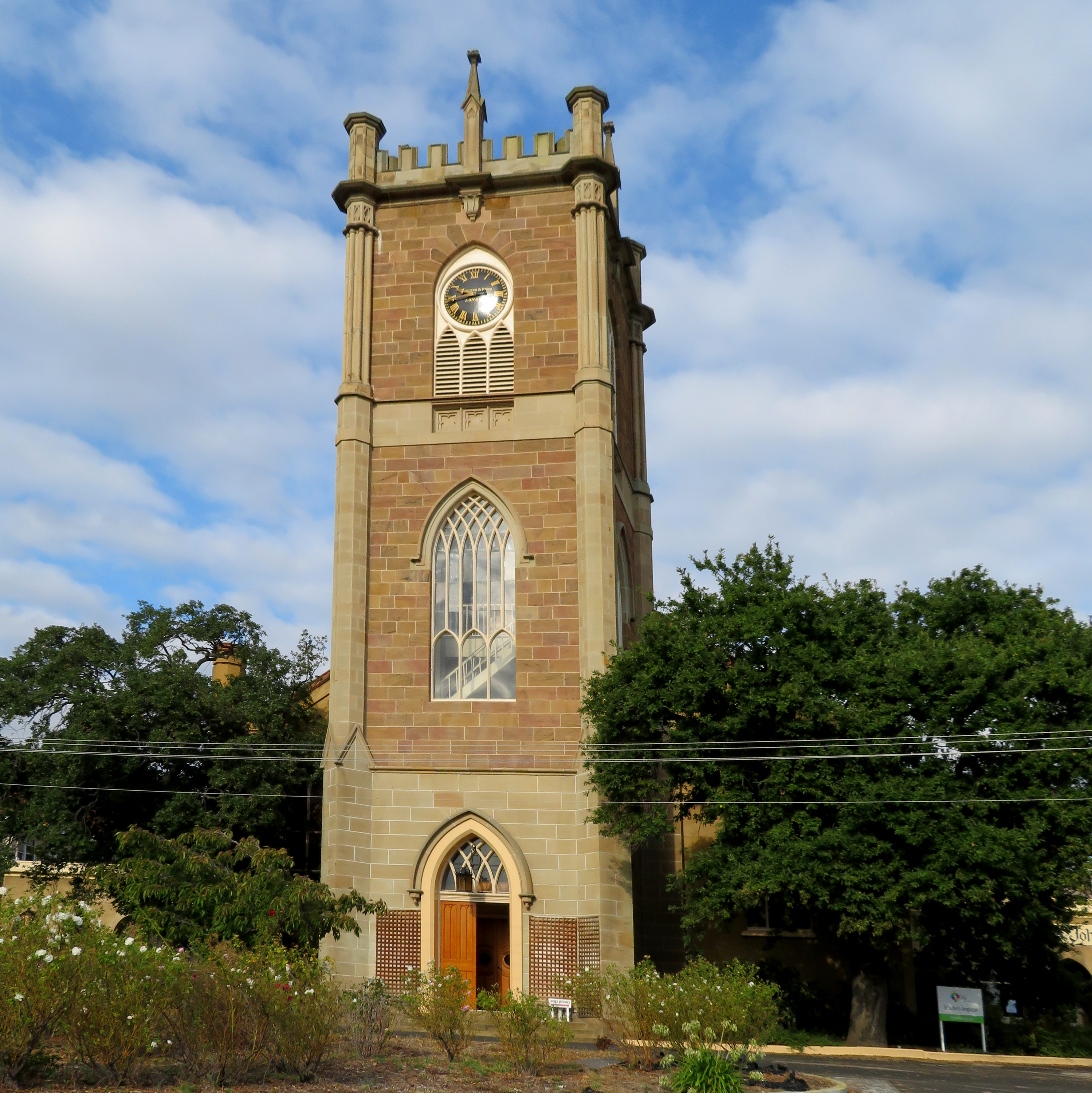
St Johns Anglican New Town
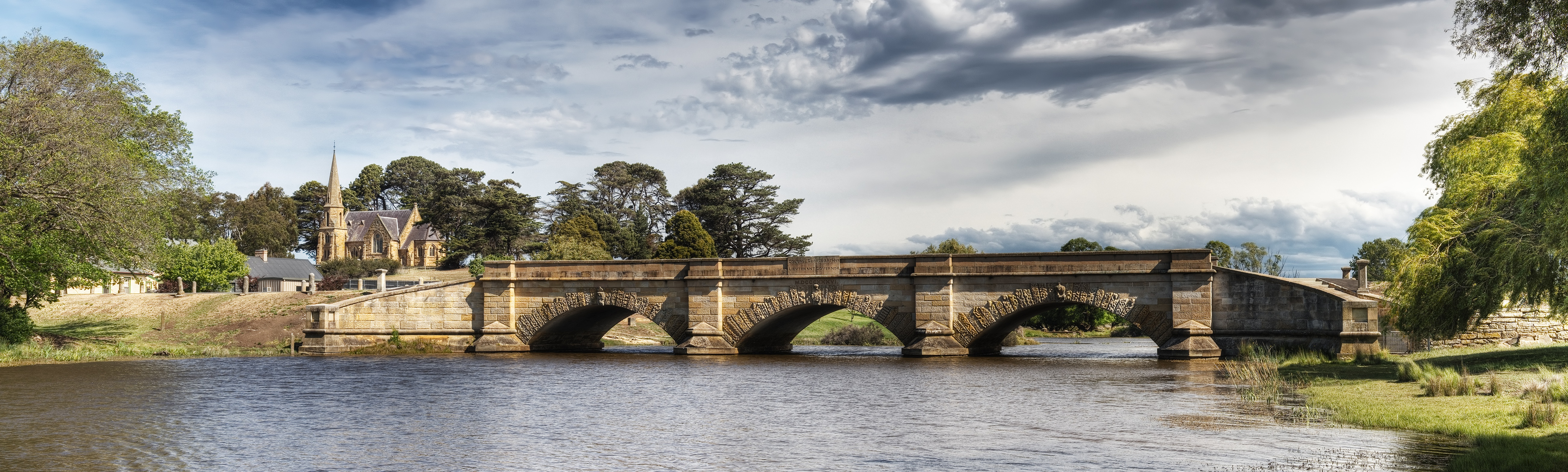
Ross Bridge
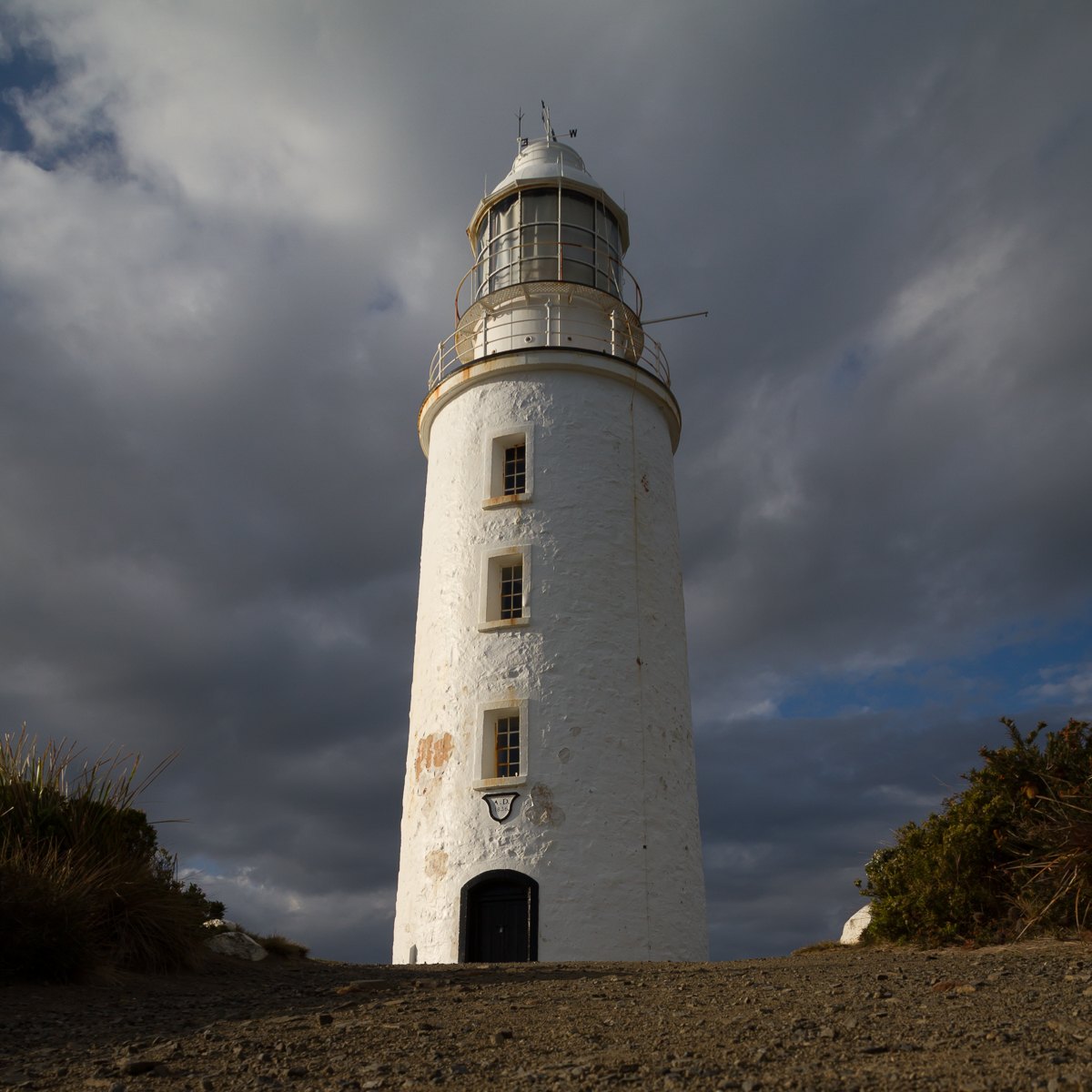
Cape Bruny Lighthouse